# Robot Mosh Fest
Robot Mosh Fest – amerykański festiwal metalowo-hardcore'owy. Od roku 2002 odbywał się w Milwaukee, Wisconsin.
Festiwal z początku był mały. Inicjatorem owej imprezy był Andy Parmann, a promocję zaczął na stronie www.didntthathurt.com, stronie poświęconej dokumentowaniu muzyki metalowej i hardcore'owej w Milwaukee. Przez lata Robot Mosh Fest odbywało się w wynajmowanych halach w Milwaukee i pobliskich miastach. Z czasem festiwal stał się bardzo popularny, a więc zaczął się odbywać na większych polach, które były w stanie pomieścić znacznie większą publikę.
Za najlepszą edycję uznaje się tę, która odbyła się w roku 2006. Świetny lokal, publiczność, zagraniczne zespoły, które grały na dwóch scenach.

## Zespoły według lat (2002-2007)
- 2002
  - Bleeding Through
  - Bury Your Dead
  - Die Alone
  - Every Time I Die
  - Fordirelifesake
  - Forever is Forgotten
  - Seven Angels Seven Plagues
  - Wings of Scarlet

- 2004
  - Dead to Fall
  - Die Alone
  - Drowning Man
  - Ed Gein
  - Forever is Forgotten
  - From A Second Story Window
  - If Hope Dies
  - Last Perfection
  - Planes Mistaken for Stars
  - Psyopus
  - Since By Man
  - The Breathing Process
  - Wings of Scarlet
  - Wires on Fire

- 2005
  - Amora Savant
  - All Shall Perish
  - Analog
  - Burning Love Letters
  - Die Alone
  - Ion Dissonance
  - Nehemiah
  - Paria
  - Premonitions of War
  - Psyopus
  - Silo
  - Strong Intention
  - Swarm of the Lotus
  - Veil of Maya
  - Wings of Scarlet

- 2006
  - After the Burial
  - All Shall Perish
  - Amora Savant
  - Animosity
  - Carnivale
  - Cattle Decapitation
  - Crossbearer
  - Die Alone
  - Dead to Fall
  - Everest
  - From A Second Story Window
  - Harlots
  - Hewhocorrupts
  - Ion Dissonance
  - Job for a Cowboy
  - Light This City
  - Lye By Mistake
  - Misery Index
  - My Bitter End
  - Nuclear Powered Satan
  - Sleep Terror
  - Suicide Silence
  - The Tony Tapdance Extravaganza
  - Too Pure to Die
  - Veil of Maya
  - With Dead Hands Rising

- 2007
  - A Life Once Lost
  - After the Burial
  - An End to Flesh
  - As Blood Runs Black
  - Beneath the Massacre
  - Beneath the Sky
  - The Black Dahlia Murder
  - Born of Osiris
  - Carnivale
  - Catherine
  - Cattle Decapitation
  - Cephalic Carnage
  - Decapitated
  - Dead to Fall
  - Empire
  - Emmure
  - Everest
  - The Faceless
  - Fordirelifesake
  - From A Second Story Window
  - Harlots
  - My Winky Is Swollen
  - Hewhocorrupts
  - Ion Dissonance
  - Lye By Mistake
  - Necrophagist
  - Paria
  - Plague Bringer
  - Russian Circles
  - Shit Outta Luck
  - Tower of Rome
  - Veil of Maya
  - Winds of Plague
  - With Dead Hands Rising